# Expresul de la miezul nopții (film)
Expresul de la miezul nopții (în engleză Midnight Express) este un film american din 1978, regizat de Alan Parker și produs de David Puttnam. El este inspirat din cartea din 1977 a lui Billy Hayes, care a fost adaptată pentru scenariu de către Oliver Stone. Rolurile principale sunt interpretate de Brad Davis, Irene Miracle, Bo Hopkins, Paolo Bonacelli, Paul L. Smith, Randy Quaid, Norbert Weisser și John Hurt. Hayes era un tânăr student american trimis într-o închisoare turcească pentru tentativă de contrabandă cu hașiș din Turcia. Filmul se abate de la relatarea din carte - în special în ceea ce privește portretizarea turcilor - iar unii au criticat filmul, inclusiv Billy Hayes însuși. Mai târziu, Hayes și Stone și-au exprimat regretul cu privire la modul în care turcii au fost portretizați în film. Titlul filmului este un termen de argou din închisoare pentru o încercare de evadare a unui deținut. Motion Picture Association of America (MPAA) a evaluat filmul "R".

## Rezumat
La 6 decembrie 1970, un cetățean american pe nume Billy Hayes este arestat de către poliția turcă, aflată în stare de alertă maximă din cauza fricii de atacuri teroriste, pe când urma să zboare cu avionul din Istanbul, împreună cu prietena lui. Asupra sa i se găsesc multe plicuri cu hașiș lipite de corpul său - aproximativ 2 kg în total - și este arestat. După un timp, sosește un american (care nu este numit, dar este poreclit "Tex" de către Billy din cauza accentului său texan), îl ia pe Billy la o secție de poliție și face oficiul de translator între Billy și polițiști. Billy este interogat și spune că a cumpărat hașișul de la un taximetrist și se oferă să ajute poliția să-l prindă pe traficant în schimbul eliberării sale. Billy se duce într-o piață din apropiere, însoțit de polițiști și se arată taximetristul, dar când polițiștii merg să-l aresteze pe taximetrist Billy o ia la fugă. El este încolțit într-o clădire și recapturat de misteriosul american. Billy este condamnat la patru ani și două luni de închisoare pentru posesie de droguri. El este trimis la închisoarea Sağmalcılar pentru a-și face detenția. El se întâlnește acolo și se împrietenește cu alți deținuți din statele occidentale. 
În 1974, sentința lui Billy a fost anulată de către Înalta Curte de Casație a Turciei de la Ankara, după recursul procurorului (care dorise inițial ca Billy să fie condamnat de trafic de droguri și nu doar de posesie), și este condamnat la o pedeapsă de minim 30 de ani de închisoare pentru infracțiunea săvârșită. Șederea sa în închisoare devine un experiment terifiant: au loc scene greu de suportat de tortură fizică și psihică, iar în închisoare domnesc mita, violența și nebunia. 
În 1975, prietena lui Billy, Susan, vine să-l vadă și este șocată să vadă cum a fost tratat de gardieni. Cu toate acestea, ea îi lasă un album cu fotografii, având bani ascunși în interior în spatele "unei imagini a bunului tău prieten domnul Franklin de la banc", sperând ca Billy să se poate folosi de ei pentru a scăpa din închisoare. Când el este internat la azilul închisorii ca nebun, Billy încearcă din nou să scape, de data aceasta prin încercarea de a-l mitui pe gardianul-șef să-l ducă la sanatoriu unde nu erau gardieni de pază. În schimb, gardianul îl duce pe Billy în altă cameră și încearcă să profite de el. Billy îl ucide pe gardianul brutal și sadic, își pune pe el o uniformă de gardian și reușește să evadeze ieșind pe ușa din față a închisorii. În epilog se explică faptul că în noaptea de 4 octombrie 1975, el a trecut cu succes frontiera în Grecia și a ajuns acasă trei săptămâni mai târziu. 

## Distribuție
- Brad Davis - Billy Hayes
- Irene Miracle - Susan
- Bo Hopkins - "Tex"
- Paolo Bonacelli - Rifki
- Paul L. Smith - Hamidou
- Randy Quaid - Jimmy Booth
- Norbert Weisser - Erich
- John Hurt - Max
- Kevork Malikyan - procurorul
- Yashaw Adem - șeful poliției aeroportului
- Mike Kellin - dl. Hayes
- Franco Diogene - Yesil
- Michael Ensign - Stanley Daniels

## Producție
Deși povestea din film se petrece în Turcia, filmul a fost realizat aproape în întregime la Fortul Saint Elmo din Valletta, Malta, după ce permisiunea de a filma la Istanbul a fost refuzată. 

## Coloană sonoră
Lansată la 6 octombrie 1978, coloana sonoră a filmului Midnight Express a fost compusă de italianul Giorgio Moroder. Muzica a câștigat Premiul Oscar pentru cea mai bună melodie originală din 1978.
Partea A:
1. Chase – Giorgio Moroder (8:24)
2. Love's Theme – Giorgio Moroder (5:33)
3. Theme from Midnight Express (Instrumental) – Giorgio Moroder (4:39)

Partea B:
1. Istanbul Blues (Vocal) – David Castle (3:17)
2. The Wheel – Giorgio Moroder (2:24)
3. Istanbul Opening – Giorgio Moroder (4:43)
4. Cacophoney – Giorgio Moroder (2:58)
5. Theme from Midnight Express (Vocal) – Chris Bennett (4:47)

## Recepție
Expresul de la miezul nopții a primit recenzii critice pozitive și a fost un succes comercial. Pe situl Rotten Tomatoes, 95% dintre critici au dat filmului o apreciere pozitivă.
Criticile negative se axează în principal pe portretizarea nefavorabilă a poporului turc. În cartea Turkish Reflections (1991) a scriitoarei Lee Mary Settle, se spune: "Turcii pe care i-am văzut în Lawrence al Arabiei și în Expresul de la miezul nopții sunt ca niște caricaturi din benzile desenate, comparați cu poporul pe care l-am cunoscut și în rândul căruia am trăit trei dintre cei mai fericiți ani ai vieții mele."

### Premii și nominalizări
Expresul de la miezul nopții a câștigat Premii Oscar pentru cea mai bună coloană sonoră originală (Giorgio Moroder) și cel mai bun scenariu adaptat (Stone). El a fost nominalizat pentru cel mai bun actor în rol secundar (John Hurt), cel mai bun regizor, cel mai bun montaj și cel mai bun film.
Filmul a intrat în competiția de la Festivalul de Film de la Cannes din 1978.

## Moștenire
Un interviu cu Hayes a apărut pe YouTube, el fiind înregistrat în timpul Festivalului de Film de la Cannes din 1999, în care el își descrie experiențele și își exprimă dezamăgirea față de film. Într-un articol pentru Seattle Post-Intelligencer, s-a scris că Hayes a spus că filmul "îi descrie pe toți turcii ca pe niște monștri."
Când a vizitat Turcia în 2004, scenaristul Oliver Stone, care a câștigat un premiu Oscar pentru film, și-a cerut scuze pentru reprezentarea poporului turc din film.